# 成城郵便局
成城郵便局（せいじょうゆうびんきょく）は東京都世田谷区にある郵便局。民営化前の分類では集配普通郵便局であった。

## 概要
住所：〒157-8799 東京都世田谷区成城8-30-25

### 併設施設
- ゆうちょ銀行成城店（本店成城出張所）：取扱店番号004970

## 沿革
- 1964年（昭和39年）12月7日 - 成城郵便局として[1]、世田谷区成城町に開局[2]。
- 1976年（昭和51年）7月20日 - 風景入通信日付印の使用を開始。
- 1996年（平成8年）7月1日 - 外国通貨の両替および旅行小切手の売買に関する業務の取扱を開始。
- 2007年（平成19年）10月1日 - 民営化に伴い、併設された郵便事業成城支店、ゆうちょ銀行成城店に一部業務を移管。
- 2012年（平成24年）10月1日 - 日本郵便株式会社の発足に伴い、郵便事業成城支店を成城郵便局に統合。
- 2017年（平成29年）2月6日 - ゆうゆう窓口の24時間営業を廃止。

## 取扱内容

### 成城郵便局
- 郵便、印紙、ゆうパック、内容証明
- 生命保険、バイク自賠責保険、自動車保険
- 世田谷区内の一部地域（〒157-xxxx）の集配業務
- ゆうゆう窓口

### ゆうちょ銀行成城店
- 貯金、貸付、為替、振替、振込、国際送金、外貨両替、国債、投資信託、変額年金保険
- ATM

## その他
- 風景印の図案は「蘆花恒春園内の徳冨蘆花旧宅と墓碑」と「成城学園前通りのイチョウ並木」からなる。

## 周辺
- 東京都立総合工科高等学校
- 成城学園中学校高等学校
- NTT東日本研修センター

## アクセス
- 小田急小田原線 成城学園前駅（北口）から徒歩約14分
- 小田急バス 入間町三丁目停留所もしくは成城八丁目停留所下車
- 東名高速道路 東京IC・首都高渋谷線 用賀出入口から北西へ約4km
- 駐車場あり：7台